# Arabidopsis thaliana

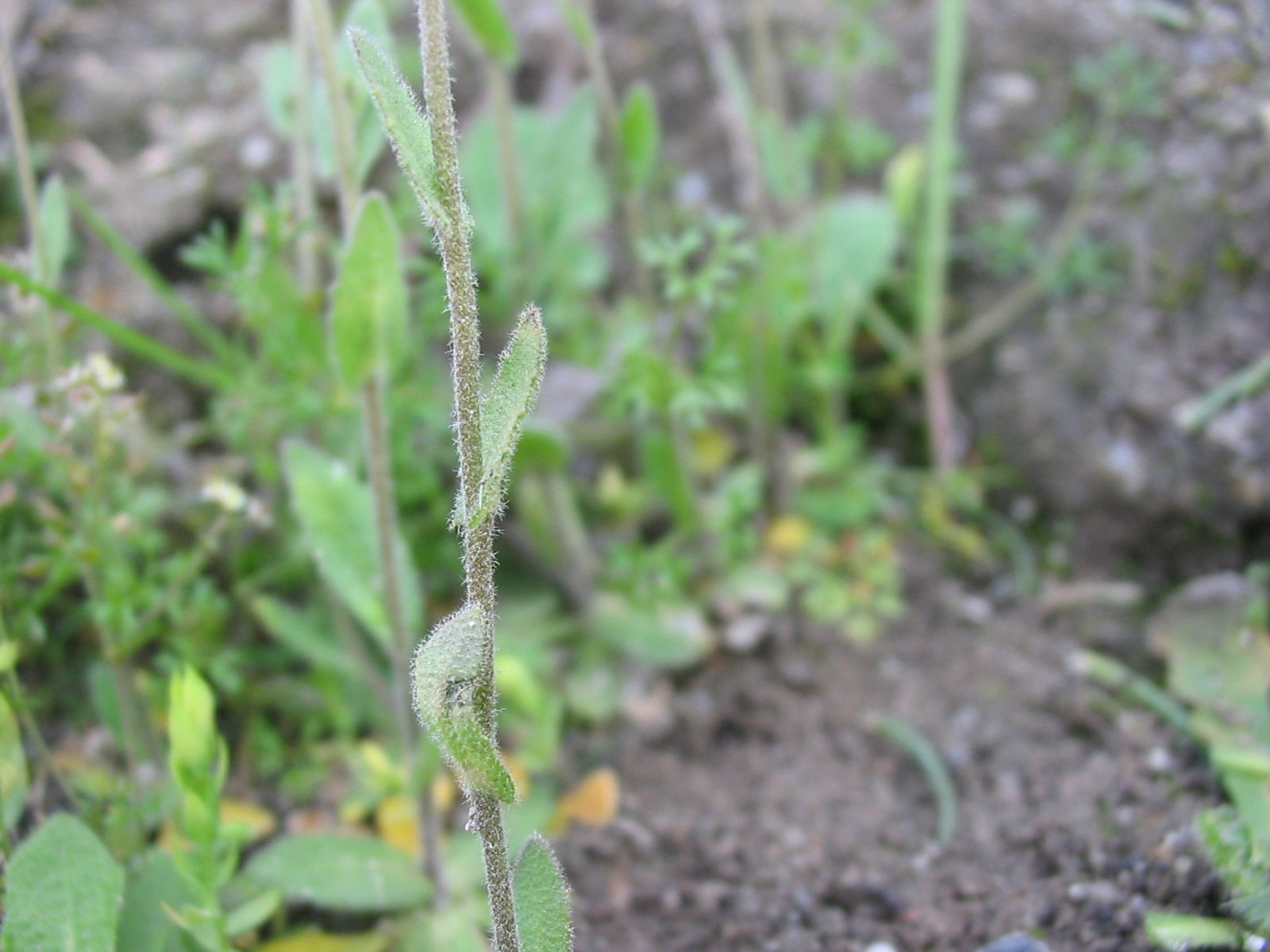
Foglie

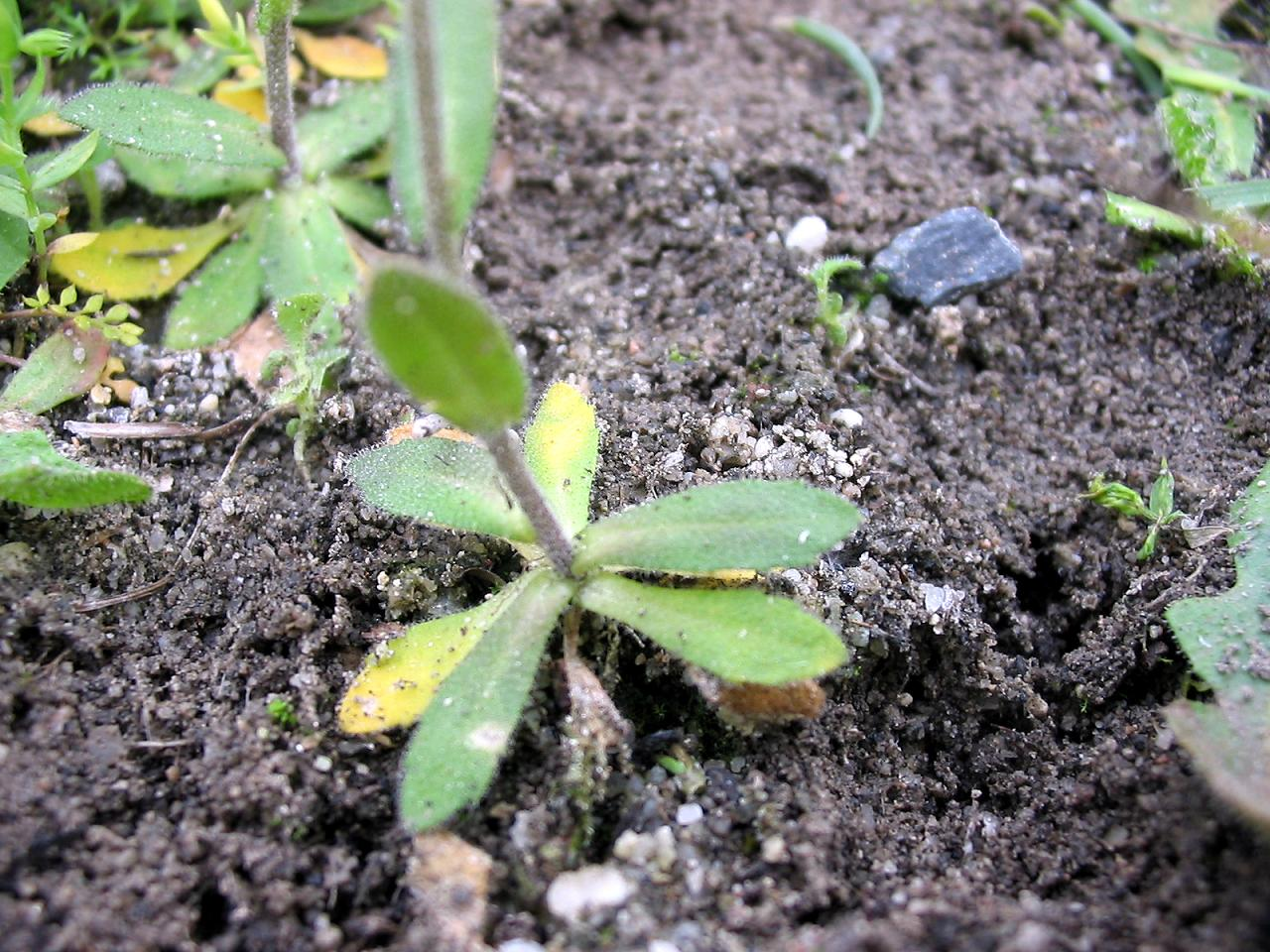
Dettaglio delle foglie basali

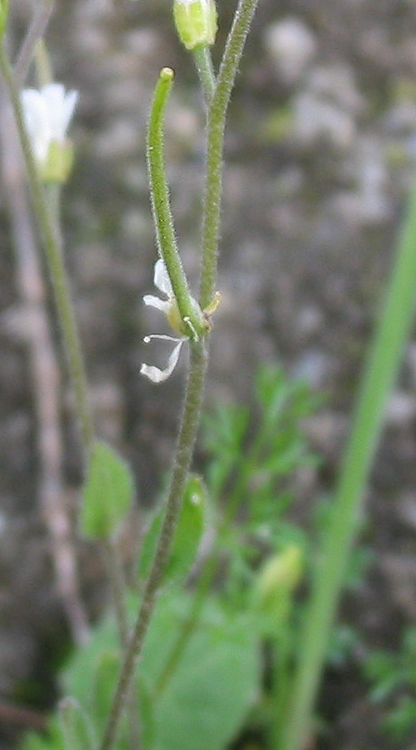
Frutto

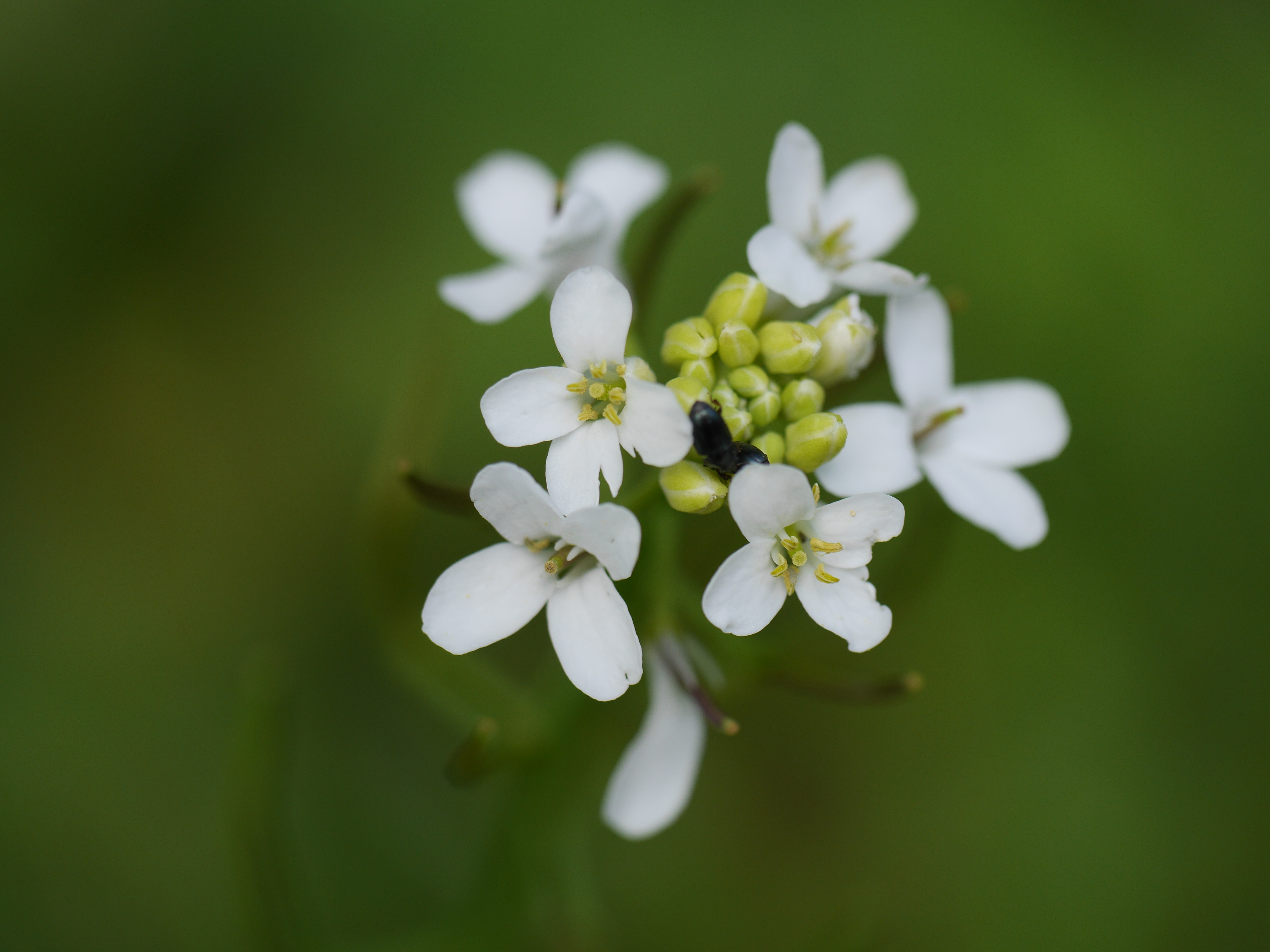
Inflorescenza

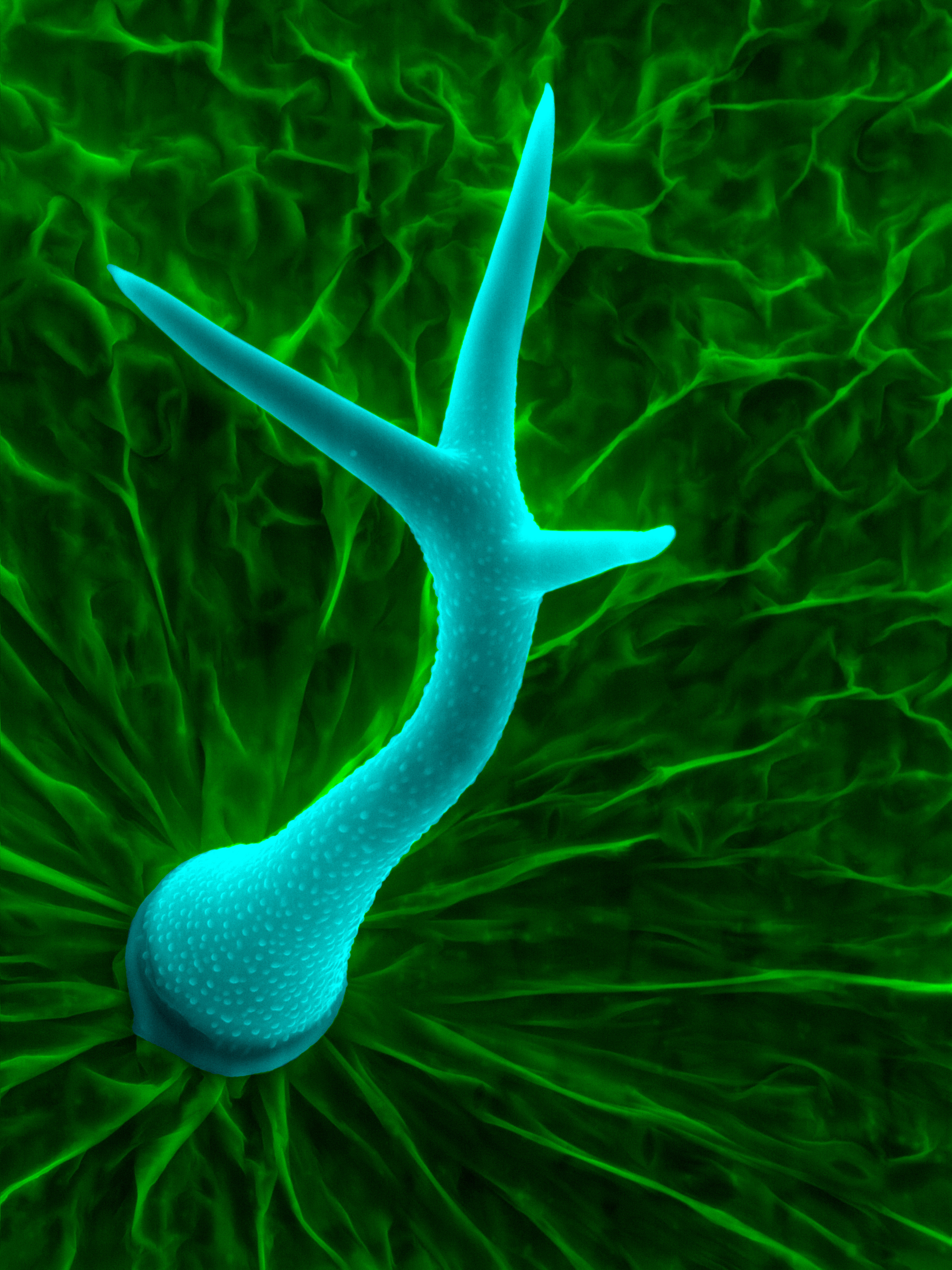
Tricoma al microscopio

L'arabetta comune (Arabidopsis thaliana (L.) Heynh.) è una piccola pianta annuale o biennale appartenente alla Famiglia delle Brassicacee, a volte nota semplicemente come Arabidopsis, soprattutto nella comunità scientifica. Sebbene non sia di alcuna particolare importanza agronomica, è molto studiata in quanto è utilizzata come organismo modello per le scienze vegetali.

## Descrizione
Si presenta come una pianta erbacea di altezza compresa tra i 10 e i 50 cm.
Ha fusto eretto coperto da peli ramificati, più densi verso la base e più radi man mano che ci si avvicina alla infiorescenza.
Le foglie sono semplici, di forma ellittica o ovale, con bordo intero. Ha due tipi di foglie, quelle basali, più grandi, disposte a rosetta, e quelle disposte sul fusto, più piccole, sessili, con corto picciolo.
Le infiorescenze si presentano a grappoli, alle estremità del fusto o dei rami. I fiori sono ermafroditi, ovvero presentano gli attributi di entrambi i sessi. Hanno un diametro di 0,5 cm, di norma con quattro petali bianchi.
Il frutto è una siliqua lineare che compare al centro del fiore, lunga circa 3 cm e spessa circa 1 mm, cilindrica, un poco arcuata e senza peli. Contiene due cavità nelle quali alloggiano i semi ovoidali, in numero elevato: circa 30 per siliqua. A maturazione assumono un colore arancio.

## Distribuzione
Arabidopsis thaliana, in origine nativa dell'Europa e dell'Asia Centrale, si è diffusa nelle zone a clima temperato dei cinque continenti. In Italia è una comune infestante diffusa in tutto il territorio.

Privilegia terreni sabbiosi.

## Etimologia
Il nome del genere allude alla somiglianza della pianta al genere Arabis, "opsis" è un suffisso che ha il significato di " simile a" , "somigliante a".

L'epiteto specifico "thaliana" è stato attribuito in onore al medico e botanico tedesco Johannes Thal (1542-1583).

## Organismo modello
La scelta di Arabidopsis come organismo modello per la genetica e la biologia molecolare e cellulare delle piante ha diverse ragioni. Le dimensioni relativamente contenute del suo genoma (circa 125 milioni di paia di nucleotidi, in soli cinque tipi cromosomici per un corredo diploide, quindi 2n=2x=10) l'hanno resa una pianta ideale per la creazione di mappe genetiche e per il sequenziamento del genoma, il primo ad essere stato completato, nel 2000, nel regno vegetale. Da allora il punto focale della ricerca è diventato scoprire qual è la funzione di ognuno dei circa 26500 geni contenuti.
Altri vantaggi di Arabidopsis che l'hanno eletta ad organismo modello sono le piccole dimensioni (che la rendono ideale negli spazi sempre ristretti dei laboratori e delle serre negli istituti di ricerca) e il ciclo di vita breve: servono soltanto circa sei settimane (con variazioni tra la stagione invernale e quella estiva) dalla germinazione di una piantina fino a che questa, diventata adulta, produca propri semi. Questo fatto accelera notevolmente la ricerca che per altre specie vegetali richiede tempi molto più lunghi. Un ulteriore vantaggio di Arabidopsis è infine la semplicità con la quale si possono produrre piante transgeniche, tramite il processo di trasformazione genetica, sfruttando il batterio Agrobacterium tumefaciens per incorporare nuovo DNA nel genoma della pianta.

## Storia della ricerca suArabidopsis
Il primo mutante di Arabidopsis è stato identificato da Alexander Braun nel 1873: oggi questo mutante è noto come AGAMOUS e il gene responsabile è stato clonato nel 1990. Friedrich Laibach pubblicò il numero di cromosomi di Arabidopsis nel 1907 e fu il primo a proporre, nel 1943, di usare questa pianta come modello per le scienze vegetali. Erna Reinholz, sua studentessa, pubblicò la sua tesi nel 1945, descrivendo la prima collezione di mutanti di Arabidopsis, generati usando la mutagenesi indotta da raggi X. Laibach continuò le sue ricerche e con l'aiuto di Albert Kranz collezionò 750 diversi ecotipi provenienti da ogni parte del mondo.
Negli anni cinquanta e sessanta John Langridge e George Rédei concentrarono i propri sforzi sull'utilizzo di Arabidopsis come organismo utile per gli esperimenti in laboratorio. Rédei scrisse diverse pubblicazioni su giornali scientifici internazionali, proponendo Arabidopsis come pianta modello.
La nascita di una vera e propria comunità scientifica dedicata ad arabidopsis si può far risalire al 1964, quando fu creata la newsletter Arabidopsis Information Service ad essa dedicata. L'anno successivo (1965) si tenne a Gottinga, in Germania, il primo convegno internazionale, la International Arabidopsis Conference. Fu però soltanto negli anni ottanta che Arabidopsis iniziò ad essere usata in tutto il mondo per le ricerche in laboratorio sulle piante. Fino ad allora era stato il mais ad essere considerato organismo modello per la genetica vegetale; altri concorrenti al ruolo di organismo modello erano allora il tabacco e la petunia, entrambi facili da trasformare. Proprio la facilità di trasformazione fu però l'elemento decisivo a favore di Arabidopsis quando, nel 1986, venne pubblicato il metodo di trasformazione tramite Agrobacterium e, lo stesso anno, il resoconto del primo clonaggio di un gene di questa pianta.
Grazie all'adozione come organismo modello, Arabidopsis è stata la prima pianta di cui si è sequenziato, con uno sforzo internazionale di numerosi gruppi di ricerca, il genoma. La prima bozza è stata pubblicata nel 2000, da allora più volte migliorata e corretta. Oggi sono migliaia i gruppi in tutto il mondo che concentrano le proprie ricerche su questa pianta.
La Arabidopsis thaliana è la pianta modello nell'esperimento Growth-1 sulla Stazione spaziale internazionale finalizzato alla ricerca sulla crescita in condizioni di microgravità.
Nel 2022 la NASA è riuscita a coltivare l’Arabidopsis su un campione di suolo lunare.